# A. R. Rahman
Allahrakka Rahman (născut A. S. Dileep Kumar; n. 6 ianuarie 1966, Chennai, Madras State⁠(d), India), cunoscut profesional ca A. R. Rahman, este un director de muzică indian, cântăreț, organizator și producător de muzică. Lucrările sale sunt remarcate pentru integrarea muzicii clasice indiene cu muzica electronică, muzica mondială și aranjamentele tradiționale orchestrale. Cu un studio intern (Panchathan Record Inn din Chennai), cariera de filmare a lui Rahman a început la începutul anilor 1990 cu filmul Tamil Roja. Printre premiile lui Rahman se numără șase premii naționale de film, două premii Oscar, două premii Grammy, un premiu BAFTA, un premiu Globul de Aur, 15 premii Filmfare și 17 premii Filmfare South. El a fost distins cu Padma Bhushan, cel de-al treilea premiu civil, în 2010 de către Guvernul Indiei.
Lucrând în industriile de film din India, cinematografie internațională și teatru, Rahman este unul dintre cei mai vânduti artiști de înregistrare, cu aproximativ 150 de milioane de discuri vândute în întreaga lume. El este poreclit „Isai Puyal” (furtuna muzicală) și „Mozart of Madras”. În 2009, Rahman a fost inclus pe lista Time 100 a celor mai influenți oameni din lume.
Rahman a devenit, de asemenea, un umanitar și filantrop remarcabil, donând și strângând bani pentru o serie de cauze și organizații de caritate. În 2017, Rahman și-a făcut debutul ca regizor și scriitor pentru filmul Le Musk.